# Криваві землі
«Криваві землі: Європа між Гітлером і Сталіним» (англ. Bloodlands: Europe Between Hitler and Stalin) — книга американського історика Тимоті Снайдера, котра розкриває жахливі факти про масові вбивства у період від 1933 до 1945. Ця праця присвячена народам, які стали жертвами режимів Йосипа Сталіна та Адольфа Гітлера. Снайдер знаходить спільні риси між режимами Сталіна та Гітлера, а також говорить про те, що їх жертвами стало понад 14 мільйонів беззбройних чоловіків, жінок та дітей. «Нацистський і радянський режими перетворили людей на числа», — пише у «Кривавих землях» Тимоті Снайдер. Книга отримала багато схвальних відгуків серед науковців.

## Анотація

Оригінальна обкладинка першого видання книги

У серці Європи посеред XX століття нацистський та радянський режими вбили близько 14 мільйонів людей. Криваві землі, місце загибелі всіх жертв, охоплюють простір від центральної Польщі до західної Росії: Україну, Білорусь та країни Балтії. Під час зміцнення націонал-соціалізму та сталінізму (1933—1938), спільної німецько-радянської окупації Польщі (1939—1941), а потім німецько-радянської війни (1941—1945) на ці регіони вилилось масове насилля у небачених в історії масштабах. Жертвами його стали головно євреї, білоруси, українці, поляки, росіяни і балтійські народи.
Дослідження авторитетного американського історика Тимоті Снайдера узагальнює найтрагічніші сторінки в історії Східної Європи. Очевидно, що не всі міркування автора будуть сприйняті в Україні — передовсім західній, яку він трактує не інакше як східну Польщу. Вітчизняні історики знайдуть у цій книжці й чимало інших спірних тверджень і дискусійних тез. Однак це мусить бути дискусія на дуже високому фаховому рівні, який задає Тімоті Снайдер. І всі цифри загиблих, які в ній звучатимуть, неодмінно «множитимуться на один». Тому що ми мусимо «знову перетворити цифри на людей. А якщо ми на це неспроможні, то Гітлер і Сталін сформували не лише наш світ, а й нашу людяність».

## Відгуки критиків
Після виходу українського перекладу «Кривавих земель» у 2011 році, більшість українських книжкових критиків схвально відгукнулись про книгу. Далі наведені уривки з деяких схвальних рецензій на книгу:
- Богдан Сологуб

|  | Снайдер бере відправною точкою заперечення тотожності масових вбивств у Європі та Голокосту як «швидкого індустріального вбивства». Голокост – це лише одна із жахливих трагедій, і газові камери – лише один зі страшних епізодів тогочасної Європи. З уже згадуваних чотирнадцяти мільйонів понад половина загинула через те, що їх було позбавлено їжі – починаючи з Голодомору в Україні, організованого комуністами, і закінчуючи таборами для радянських військовополонених, де голодом убивали гітлерівці». |

- Тарас Альберда

|  | Жах історії Bloodlands полягав у тому, що обидва тоталітарні режими прагнули перетворити людей на числа. Тимоті Снайдер закликає нас знову перетворити числа на людей. Якщо історія масових убивств несе загальний урок, то він полягає у відмові від упривілейованого розвитку – спроб держави здійснити економічну експансію коштом жертв та мотивації добробуту смертністю. Завдання держави – етична відданість окремій особі, коли вона (особа) цінується живою, а не мертвою». |

- Сергій Леп'явко

|  | Снайдер зазначає, що глибоке знання історії України, Польщі, Білорусі, єврейського народів – кожної з цих історій окремо – не дає можливості зрозуміти причини масового знищення населення впродовж історично досить короткого періоду. Вивчення кожної національної історії окремо не дає змоги побачити цілісне явище, і лише розгляд їх сукупно з історією політичних режимів Гітлера і Сталіна допомагає зрозуміти його причини». |

- Микола Климчук

|  | Фінальна думка Снайдера звучить для мене дуже проникливо і навіть якось щемно: якщо ми не спроможні або не хочемо зробити зусилля і назвати безневинно загиблих людей поіменно, якщо ми заперечуємо сам факт Голодомору чи Голокосту (є й такі), то це значить, що Гітлер зі Сталіним не тільки вплинули на нашу історію, не тільки сформували територію наших держав, вони вплинули на наше людське єство, вони змінили нас як людей. Якщо в українському суспільстві досі немає консенсусу щодо самого факту голоду 1933-го, значить, ми чогось важливого так і не засвоїли. Амбіція Снайдерової книжки полягає саме в цьому – повернути цим людям імена, нагадати нам про їхній біль. Є теми, про які треба говорити в кожному поколінні, щоб ці землі знову не стали «кривавими». |

Варто зазначити, що поряд зі схвальними рецензіями були також й негативні відгуки на книжку Снайдера. Зокрема, ультра-лівий американський критик Даніел Лазар написав статтю під заголовком «Брехні Тімоті Снайдера» у американському соціалістичному журналі Jacobin, у якій дуже критично оцінив історичну книгу Снайдера «Криваві землі». На думку Д. Лазара, яку він висловив на каналі RT, Снайдер дотримується концепції правого історика Ернста Нольте, який не лише проводить паралелі між нацизмом та комунізмом, але й наближається до того, щоб представити злочини нацизму лише відповіддю на більшовизм.  На противагу Снайдеру, основну загрозу Д. Лазар бачить у розширенні НАТО на Схід, "безправ’ї російськомовних меншин" та "звеличенні Бандери" у таких містах, як Львів і Київ та Донецьк..
```
У 2015 році Д. Лазар відмовився приїжджати на презентацію російського видавництва книги у Києві, чим спровокував скандал у журналі Jacobin
```

## Відзнаки
«Криваві землі» Тимоті Снайдера стали бестселером року за версією «The New York Times», книжкою року згідно із «The Atlantic», «The Independent», «The Financial Times», «The Telegraph», «The Economist».
10 грудня 2012 року книжку удостоєно історичної премії імені Казімєжа Мочарського.

## Видавництва

### Видання
Вперше оригінал англійською вийшов друком 28 жовтня 2010 року нью-йоркським видавництвом Basic Books.

### Переклади українською
Через рік після виходу оригіналу англійською, у жовтні 2011 книжка була видана українською мовою видавництвом «Грані-Т» (Київ), у перекладі Миколи Климчука та Павла Грицака. На презентацію українського перекладу до Києва приїхав сам автор. Україномовне видання книги доступне для безкоштовного завантаження у форматах pdf та djvu на сайті української онлайн-бібліотеки «Чтиво».
- Тимоті Снайдер: Криваві землі. Переклад з англійської: Микола Климчук, Павло Грицак. Київ: Грані-Т. 2011. ISBN 978-966-465-361-6. 448 ст.

### Російський переклад
В 2015 році видана російською мовою у перекладі Лукії Зурнаджиу видавництвом «Дуліби» (Київ), на презентацію якої Снайдер знову приїхав до Києва та ряду інших міст. Російський переклад книжки було здійснено за підтримки Посольства США в Україні з метою поширення науково обґрунтованої інформації стосовно подій Другої світової війни серед русофонів. Нажаль, але проєкт був підтриманий Міністерством освіти і науки України та Міністерством оборони України. Під час презентації представникам цих відомств було вручено сертифікати на отримання примірників російського перекладу книжки для подальшого поширення у всіх російськомовних цивільних та військових навчальних закладах та шпиталях України (2000 примірників Міністерству освіти та 500 Міністерству оборони). З великим сумом можна констатувати, що такого поширення не було представлено для украінського видання; втім, є надія, що всі російськомовні примірники буде вилучено з вищеназваних міністерств на сьогоднішній 2025 рік, а взамін буде надано украіномовні примірники.